# Tipula opinata
Tipula opinata är en tvåvingeart som beskrevs av Alexander 1940. Tipula opinata ingår i släktet Tipula och familjen storharkrankar. Inga underarter finns listade i Catalogue of Life.